# Aurelio De Laurentiis
Aurelio De Laurentiis "ADL" (nascut el 24 de maig de 1949 a Roma) és un destacat productor de cinema italià a través de la seva empresa, Filmauro l'actual propietari del club de futbol italià Napoli (del qual també n'és president) i Bari. El 1995, va ser membre del jurat del 19è Festival Internacional de Cinema de Moscou.

## Napoli F.C.
Després que el Nàpols fes fallida el 2004 i quedés relegat a la tercera divisió del futbol italià, De Laurentiis va comprar el club amb l'ambició de tornar-los a pujar a les divisions alhora que assegurava l'estabilitat financera. Després de 2 ascensos en 3 anys, el Napoli va tornar a la Sèrie A. Van passar els primers anys a la meitat de la taula, i la temporada 2010-11 es van classificar per a la UEFA Champions League. El Napoli va passar la dècada del 2010 competint al capdavant de la taula i al futbol europeu. L'ADL encara no ha guanyat la Sèrie A, s'ha acostat més a la temporada 2017-18 de la Sèrie A i ha acabat segon amb un rècord del club de 91 punts, a 4 punts del campió Juventus. L'ADL ha rebut elogis per com ha dirigit el club, ja que el Nàpols és un dels pocs clubs de la lliga que habitualment aconsegueix beneficis.

## Vida personal
És fill del productor de cinema Luigi De Laurentiis, nebot del productor de cinema Dino De Laurentiis i cosí germà una vegada eliminat de la xef Giada De Laurentiis.
El 10 de setembre de 2020, es va anunciar que De Laurentiis va donar positiu per COVID-19 enmig de la seva pandèmia a Itàlia.

## Filmografia
- La mazzetta (1978)
- Amici Miei, Atto II (1982)
- Vacanze di Natale (1983)
- Maccheroni (1985)
- Yuppies, i giovani di successo (1986)
- Codice privato (1988)
- Leviathan (1989)
- Vacanze di Natale '91 (1991)
- Where the Night Begins (1991)
- Huevos de Oro (1993)
- Dichiarazioni- (1994)
- L'amico d'infanzia (1994)
- Men, Men, Men (1995)
- S.P.Q.R. 2.000 e 1/2 anni fa (1996)
- I buchi neri (1995)
- Silenzio si nasce (1996)
- Festival (1996)
- L'arcano incantatore (1996)
- A spasso nel tempo (1994)
- Vacanze di Natale '95 (1995)
- Il testimone dello sposo (1998)
- Incontri proibiti (1998)
- Matrimoni (1998)
- Coppia omicida (1998)
- Il cielo in una stanza (1999)
- Tifosi Film (1997)
- Paparazzi (1998)
- Vacanze di Natale 2000 (1999)
- Bodyguards (2000)
- Amici ahrarara (2001)
- Merry Christmas (2001)
- Il nostro matrimonio è in crisi (2002)
- Natale sul Nilo (2002)
- Sky Captain and the World of Tomorrow (2004)
- Le barzellette (2004)
- Tutto in quella notte (2004)
- Christmas in Love (2004)
- Che ne sarà di noi (2004)
- Christmas in Miami (2005)
- Manuale d'amore (2005)
- My Best Enemy (2006)
- Christmas in NYC (2006)
- Manuale d'Amore 2 (2007)
- Natale in Crociera (2007)
- Grande, grosso e Verdone (2008)
- Christmas in Rio (2008)
- 'Latta e Cafè (2009)
- Christmas in Beverly Hills (2009)
- Italians (2009)
- Genitori & Figli Agitare bene prima dell'uso (2010)
- Natale in Sudafrica (2010)
- Manuale d'amore 3 (2011)
- Amici Miei Come tutto ebbe inizio (2011)
- Vacanze di Natale a Cortina (2011)
- Posti in piedi in Paradiso (2012)
- Colpi di Fulmine (2012)
- Il terzo tempo (2013)
- Colpi di Fortuna (2013)
- Sotto una buona stella (2014)
- Un Natale Stupefacente (2014)
- L'abbiamo fatta grossa (2016)
- Natale a Londra – Dio salvi la regina (2017)
- Super vacanze di Natale (2017)